# Zumbro Falls
Zumbro Falls – miasto w Stanach Zjednoczonych, w stanie Minnesota, w hrabstwie Wabasha.